# Lisa Goldberg
Pour les articles homonymes, voir Goldberg.
Lisa Goldberg (née en 1956) est une universitaire américaine et statisticienne en finance mathématique qui travaille à l'université de Californie à Berkeley en tant que directrice de la recherche au Center for Risk Management Research et en tant que professeure auxiliaire de statistique. Elle est également co-directrice du Consortium for Data Analytics in Risk à Berkeley.

## formation
Elle obtient son BA à l'université de Rochester puis son doctorat de mathématiques en 1983 à l'université Brandeis avec une thèse intitulée « K-Flat Structures and Exotic Characteristic Classes » sous la direction d'Edgar Henry Brown, Jr.

## Recherche
Dans les années 1980, Goldberg est un membre clé de la communauté de recherche qui a élucidé les propriétés des systèmes dynamiques générés par des cartes rationnelles de la sphère de Riemann. Seule et en collaboration avec John Milnor, Goldberg a utilisé des sous-ensembles de rotation du cercle pour classer les systèmes dynamiques polynomiaux dans une variable complexe en fonction de leurs points fixes.
En 1993, Goldberg quitte le milieu universitaire pour poursuivre une carrière dans la finance quantitative à Barra (maintenant MSCI), et elle est un promoteur de la recherche qui combine les meilleures pratiques de l'industrie et de l'université. Au début des années 2000, en collaboration avec Kay Giesecke, elle développe une méthodologie descendante basée sur des processus ponctuels qui est utilisée pour évaluer les dérivés de crédit complexes,,. À partir de 2006, Goldberg, en collaboration avec Guy Miller et Jared Weinstein, développe une extension brevetée d'outils de gestion quantitative des risques aux événements extrêmes et aux turbulences du marché Goldberg détient également deux brevets sur des modèles de risque multi-classes standard de l'industrie et un brevet sur des modèles de crédit d'informations incomplètes. Au début de la crise financière de 2007-2008, Goldberg met en garde contre les risques associés à la dépendance aux modèles gaussiens. Un certain nombre de praticiens ont affirmé que les stratégies de parité des risques (en) offraient des performances d'investissement supérieures aux stratégies traditionnelles et étaient particulièrement appréciées depuis la crise financière de 2007-08. En collaboration avec Robert M. Anderson (en) et Stephen Bianchi, Goldberg a démontré que la performance à long terme des stratégies de parité de risque est qualitativement similaire à la performance à long terme des stratégies traditionnelles après prise en compte des coûts de financement et de négociation réalistes, et que la parité de risque est substantiellement sous-performante par rapport aux stratégies traditionnelles à certaines périodes. Des recherches ultérieures menées par la même équipe élargissent les résultats à la classe plus générale des stratégies à effet de levier dynamique, et révèlent une sensibilité élevée des performances de la stratégie à une source de risque auparavant non identifiée: la co-évolution de l'effet de levier avec retour sur le portefeuille sous-jacent qui est mobilisé. Ils ont également souligné que les stratégies à effet de levier impliquant des obligations, y compris la parité des risques, sont très vulnérables dans un environnement de taux d'intérêt en hausse, l'environnement précis que de nombreux analystes prédisent pour les années à venir.

## Prix et distinctions
Goldberg a reçu une bourse Sloan en 1987 et un prix Graham et Dodd Scroll pour l'excellence en recherche et en rédaction financière en 2012 pour le Financial Analysts Journal.

## Publications

### Livre
- Gregory Connor, Lisa R. Goldberg et Robert A. Korajczyk, Portfolio Risk Analysis, Princeton, NJ, Princeton University Press, 2010 (ISBN 978-0-691-12828-3).

### Articles
- Goldberg, « Fixed Points of Polynomials Part I: Rotation Subsets of the Unit Circle », Annales Scientifiques de l'École Normale Supérieure, vol. 25,‎ 1992, p. 679–685 (DOI 10.24033/asens.1663, lire en ligne).
- Goldberg et Milnor, « Fixed Points of Polynomials Part II: Fixed Point Portraits », Annales Scientifiques de l'École Normale Supérieure, vol. 26,‎ 1993, p. 51–98 (DOI 10.24033/asens.1667, lire en ligne).
- Giesecke et Goldberg, « Forecasting Default in the Face of Uncertainty », The Journal of Derivatives, vol. 12,‎ fall 2004, p. 11–25 (DOI 10.3905/jod.2004.434534).
- Goldberg, Miller et Weinstein, « Beyond Value at Risk: Forecasting Portfolio Loss at Multiple Horizons », Journal of Investment Management (en), vol. 6,‎ 2008, p. 73–93.
- Errais, Giesecke et Goldberg, « Affine Point Processes and Portfolio Credit Risk », SIAM J. Financial Math., vol. 1,‎ 2010, p. 642–665 (DOI 10.1137/090771272, lire en ligne).
- Giesecke, Goldberg et Ding, « A Top-Down Approach to Multi-Name Credit », Operations Research, vol. 59,‎ 2011, p. 283–300 (DOI 10.1287/opre.1100.0855).
- Anderson, Bianchi et Goldberg, « Will My Risk Parity Strategy Outperform? », Financial Analysts Journal (en), November/December, vol. 68,‎ 2012, p. 75–93 (DOI 10.2469/faj.v68.n6.7, lire en ligne).